# Bundesstraße 232
Pour les articles homonymes, voir Route 232.
La Bundesstraße 232 est une ancienne Bundesstraße dans le Land de Rhénanie-du-Nord-Westphalie.

## Géographie
Elle va de la Bundesstraße 8 à Opladen par aujourd'hui les quartiers de Leverkusen de Bergisch Neukirchen et Pattscheid jusqu'à la Bundesstraße 51 à Burscheid.

## Histoire
La route originelle est pavée vers 1860 par le gouvernement de la Province de Prusse et désignée Provinzialstraße. En 1934, la Provinzialstraße devient une Reichsstrasse et après la fin du Troisième Reich, lorsque la Loi fondamentale entre en vigueur en 1949, la Reichsstraße est devenue une Bundesstraße.
La route étant parallèle aux autoroutes A 1 et A 3 et ne reliant principalement que les deux échangeurs d'Opladen (A 3) et de Burscheid (A 1), la B 232 est déclassée en Landesstraße le 1er janvier 2010 et reçoit le nom de L 291. Ceci s'applique également aux parties adjacentes de la B 8.